# قطعنامه ۶۶۳ شورای امنیت
قطعنامه ۶۶۳ شورای امنیت سازمان ملل متحد که در تاریخ ۱۴ اوت ۱۹۹۰ تصویب شد، سندی بین‌المللی دربارهٔ پذیرش اعضای جدید سازمان ملل متحد: لیختن اشتاین است. این قطعنامه طی نشست ۲۹۳۶ام با ۱۵ رای موافق، ۰ مخالف و ۰ ممتنع تصویب شد.